# スコット・ハンセン
スコット・ハンセン（Scott Hansen、1976年1月24日 - ）は、ニュージーランドのラグビー指導者。2019年ラグビーワールドカップにて日本代表のディフェンスコーチを務めた。

## プロフィール
- ニュージーランド・クライストチャーチ出身[1]。
- 現役時代のポジションはスクラムハーフ(SH)。

## 略歴
クルセイダーズ、カンダベリー、カナダ代表、レスター・タイガースのコーチを歴任して、2017年、神戸製鋼スティーラーズのアシスタントコーチに就任。同年11月、サンウルブズ2018シーズンアシスタントコーチに就任。
2018年、日本代表のコーチに就任。
2022年現在、スーパーラグビー所属のクルセイダースにてアタックコーチを務める。